# Miss Venezuela 2011
Miss Venezuela 2011 fue la quincuagésima octava (58°) edición del certamen Miss Venezuela. Se llevó a cabo el 15 de octubre de 2011 en el Estudio 1 de Venevisión, ubicado en la ciudad de Caracas. 24 candidatas de diversos estados y regiones del país compitieron por el título. Al final del evento Vanessa Gonçalves, Miss Venezuela 2010 de Miranda coronó a Irene Esser de Sucre como su sucesora, e Ivian Sarcos, de Amazonas, Miss Mundo Venezuela 2010 coronó a Gabriella Ferrari como su sucesora.
De igual forma, se asignaron títulos a Blanca Aljibes, de Guárico, como Miss Internacional Venezuela por parte de Jessica Barboza, y Osmariel Villalobos, de Yaracuy, como Miss Tierra Venezuela por parte de Caroline Medina.
El certamen estuvo conducido por el animador Leonardo Villalobos y la modelo Daniela Kosán. Fue transmitido en vivo y directo para toda Venezuela por Venevisión y Venevisión Plus, y al exterior por Ve Plus TV y Univisión; también fue transmitido en alta definición para todos los suscriptores de DirecTV. Estuvo producido por trigésimo segundo año consecutivo por el vicepresidente de variedades de Venevisión, Joaquín Riviera. 
La presentación oficial a la prensa de las 24 candidatas del certamen fue el 3 de septiembre de 2011, conducido por Carolina Indriago. Mientras «La Gala Interactiva» el 17 de septiembre de 2011, conducido por Mariángel Ruiz y Winston Vallenilla.

## Resultados
| Resultado                    | Candidata |
| ---------------------------- | --- |
| Miss Venezuela 2011          | - Sucre - Irene Esser |
| Miss Venezuela Mundo         | - Distrito Capital - Gabriella Ferrari |
| Miss Venezuela Internacional | - Guárico - Blanca Aljibes |
| Miss Venezuela Tierra        | - Yaracuy - Osmariel Villalobos |
| Primera finalista            | - Carabobo - Isabela Ramos |
| Semifinalistas (Top 10)      | - Lara - Carla Rodrigues - Miranda - Isabel Zamora - Nueva Esparta - Gabriela Quiñones - Táchira - Milagro Manrique - Zulia - María Gabriela Criollo |

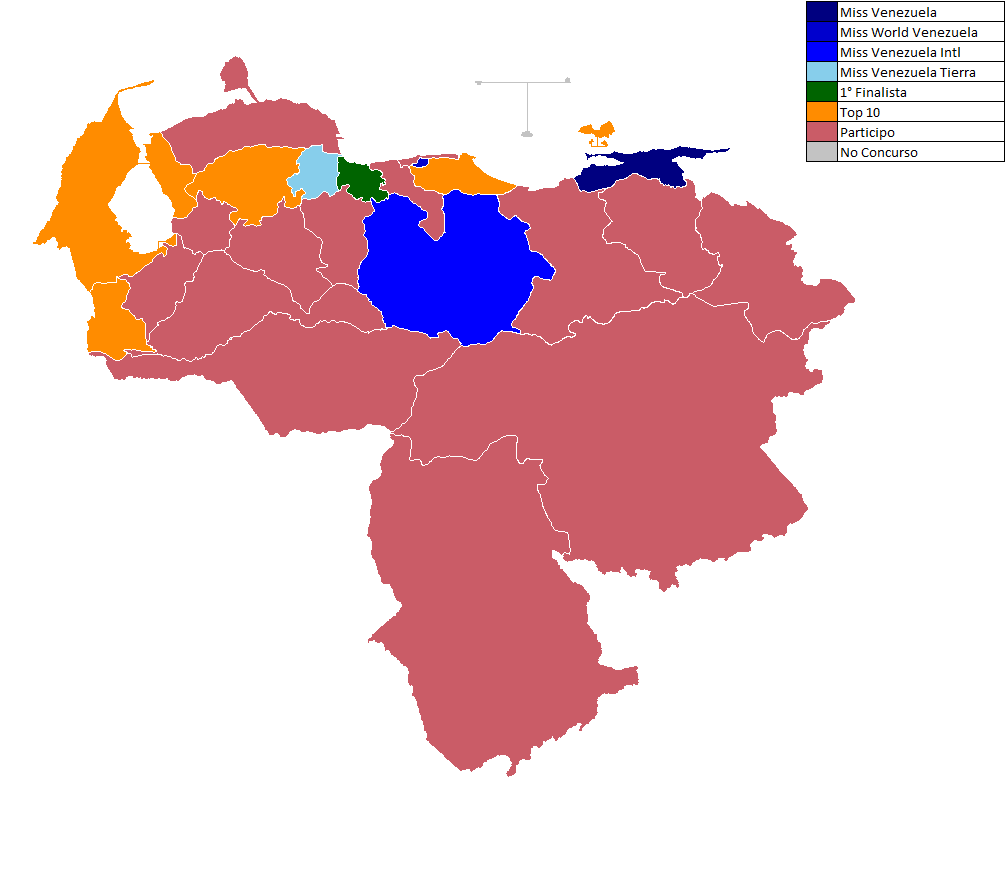
Miss Venezuela 2011

## Historia
Luego de la edición 2010 realizada por primera vez en el Palacio de Eventos de Maracaibo, fuentes no certificadas aseguraban que la 59.ª edición del Miss Venezuela volvería a las instalaciones de tal recinto, por segundo año consecutivo. Sin embargo, durante una conferencia de prensa se anunció oficialmente que el certamen de belleza se realizaría en el Estudio 1 de Venevisión, siendo la segunda ocasión en la historia del certamen que este sirve como recinto final. 
El anuncio de la sede del certamen fue dada a conocer por Joaquín Riviera, Vicepresidente de variedades de Venevisión, quien afirmó que: «El año pasado gastamos mucho dinero. Yo ayer cumplí 42 años de estar en Venezuela y nunca me han dicho no puedes gastar tal cantidad de dinero. Todos los años nos pasamos del presupuesto. En Maracaibo gastamos en pasajes, hoteles, comidas... Nosotros también tenemos que recortar gastos».

## Desarrollo
El Opening fue un popurrí de la versión en español de la canción On The Floor de Jennifer López junto con el Himno del Miss Venezuela, donde las 24 candidatas hicieron su primera aparición de la noche, terminando con el desfile del zar de la belleza. Osmel Sousa, junto con la Miss Venezuela 2010 y entonces actual reina del certamen, Vanessa Gonçalves.
Bajo la producción general de Joaquín Riviera, el magno evento de la belleza nacional confirmó una vez más su supremacía al brindar al televidente un espectáculo que superó todas las expectativas, con una puesta en escena de relevancia a pesar de las limitaciones del escenario, echando mano a un despliegue de tecnología que incluyó 530 módulos led en las estructuras central y laterales, 48 módulos phantom en las columnas y 88 módulos led en el piso del escenario; en total, más de 600 metros cuadrados de pantallas led. Cabe destacar que se realizaron alrededor de 70 visuales exclusivamente para el espectáculo, que se proyectaron durante todo el show.
Entre los artistas amenizaron la velada se encontraron: Chino y Nacho, interpretando el tema El Poeta, junto a la puertorriqueña Ana Isabelle con el tema La vida es bella; Oscarcito y el grupo «Venezuela Viva», realizando una magistral interpretación del folklore venezolano. Como invitado internacional estuvo el puertorriqueño Luis Fonsi, interpretando los temas Respira, Gritar, Ya no me doy por vencido.
El jurado estuvo integrado por consagradas figuras del espectáculo como la Miss Venezuela 2008 y Miss Universo 2009, la venezolana Stefanía Fernández, el reconocido presentador de televisión de la cadena CNN en Español, Ismael Cala, la actriz venezolana Marjorie de Sousa, presentadora e imagen de Venevisión Plus, Valentina Patruno, entre otras importantes personalidades.

## Áreas de competencia

### Final

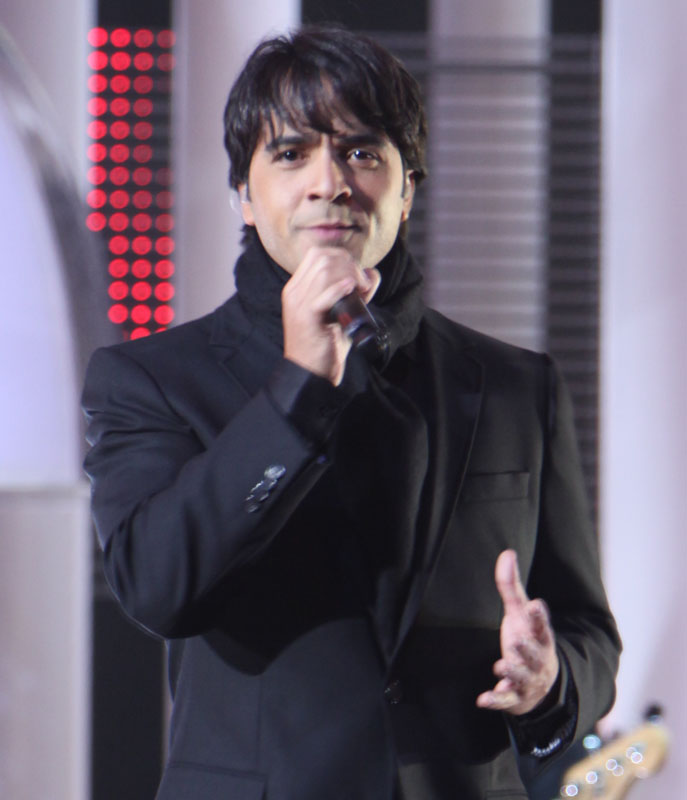
Luis Fonsi, cantante que amenizó parte de la velada.

La noche final fue transmitida en vivo para toda Venezuela por Venevisión; Estados Unidos y Puerto Rico vía Univisión en Alta definición; y el resto del exterior por OnDirecTV en HD y Ve Plus TV, además se transmitió vía internet para todos los países y territorios desde el Estudio 1 de Venevisión, en Caracas, Venezuela, el 15 de octubre de 2011. Estuvo conducido por Leonardo Villalobos y Daniela Kosan.
El grupo de 10 semifinalistas se dio a conocer durante la competencia final.
Todas las 24 candidatas fueron evaluadas por un Jurado final:
- Las 24 candidatas desfilaron en una nueva ronda en traje de baño (similares para todas) con la participación del grupo «Venezuela Viva».[14]
- Posteriormente, las mismas desfilaron en traje de noche (elegidos al gusto de cada concursante).[15]
- Basado en el desenvolvimiento en las áreas mencionadas, el jurado eligió las diez semifinalistas de la noche.[16]
- Las diez (semifinalistas) se sometieron a una pregunta por parte del jurado;[17] basado en las respuestas de las finalistas, cinco de ellas salieron de competencia.[18]
- Las cinco restantes (finalistas) avanzaron a la siguiente plaza; y basado en sus calificaciones en la ronda de preguntas, el jurado determinó las posiciones finales y a la ganadora, Miss Venezuela 2011.[19]

### Jurado final
Estos son miembros del jurado que evaluaron a las semi y finalistas que eligieron a Miss Venezuela 2011:
- Stefanía Fernández, Miss Venezuela 2008 y Miss Universo 2009.
- Valentina Patruno, presentadora de Venevisión Plus, Miss Venezuela Mundo 2003.
- Marjorie de Sousa, actriz y modelo, Miss Dependencias Federales 1999.
- Giovanni Scutaro, Diseñador venezolano.
- Ismael Cala, periodista y presentador de Cala en CNN en Español.
- Juan Carlos Amaro, Vicepresidente comercial y negocios de DirecTV.
- Jorge Luis Vergara, Presidente de Odontosalud.
- Ángel Pernía, Presidente de la Lotería del Táchira.
- Adelaida Camacho, Directora de Blue Ocean.
- Mauricio Zeilic, reportero de farándula de la cadena Telemundo.
- Orlando Rodríguez, cirujano plástico.
- William Guzmán, Periodista.
- Ivo Contreras, estilista oficial del Miss Venezuela.
- María Francis López, Presidenta y fundadora de Calzados Traviesa.
- Alejandro Bastidas, Director de la Revista Glam.

### Gala Interactiva
Este fue un evento preliminar que se realizó el 17 de septiembre de 2011 en el Estudio 01 de Venevisión, estuvo presentado por Mariangel Ruiz y Winston Vallenilla. En esta gala se dieron a conocer las ganadoras de las primeras premiaciones previas a la noche final.
Este año el evento contó con la novedad de que la elección, en vez de ser hecha por un jurado calificador, es ahora realizada por la audiencia por medio de Twitter y la página web del Miss Venezuela.
El show duró dos horas y media. Las participantes desfilaron en traje de baño y traje de noche. Los vestidos fueron diseñados por Hugo Espina. En los intermedios musicales se presentaron el panameño Joey Montana; el argentino Noel Schajris y el grupo zuliano Sin Terceros, que con su tema Fuego, ofrecieron la base musical con Los Fabu.

## Relevancia histórica del Miss Venezuela 2011

### Resultados
- Era la tercera vez que Sucre ganó la corona del Miss Venezuela.
- Carabobo, Distrito Capital, Miranda, Nueva Esparta y Zulia repitieron clasificación.
- Táchira clasificó por última vez en 2009.
- Sucre clasificó por última vez en 2008.
- Guárico clasificó por última vez en 2006.
- Lara clasificó por última vez en 2004.
- Yaracuy clasificó por última vez en 2005.

- Aragua rompe una racha de clasificaciones que mantenía desde 2005. Así mismo, Amazonas lo venía haciendo desde 2006.

### Otros datos significativos
- El Estudio 1 de Venevisión acoge el evento por segunda vez, la primera fue en 2003. En este estudio se realizan programas como Súper sábado sensacional. Abarca un aforo de 200 de personas como máximo.[26]
- Fue la primera edición del concurso transmitido el Alta definición.
- Este sería el primer año en el que Leonardo Villalobos es el animador oficial del certamen.

## Premiaciones

### Gala Interactiva
| Premio             | Candidata Ganadora                   |                                      |
| ------------------ | ------------------------------------ | ------------------------------------ |
| Belleza Integral   | Distrito Capital - Gabriella Ferrari | Distrito Capital - Gabriella Ferrari |
| El Mejor Cuerpo    | Barinas - Astrid Lozada              |                                      |
| La Mejor Presencia | Distrito Capital - Gabriella Ferrari |                                      |
| Miss Naturalidad   | Táchira - Milagro Manrique           |                                      |
| Miss Pasarela      | Vargas - Sara Coello                 |                                      |
| Miss Personalidad  | Bolívar - Fanny Ottati               |                                      |
| La Piel más linda  | Portuguesa - Andrea Baptista         |                                      |
| El Mejor Rostro    | Guárico - Blanca Aljibes             |                                      |
| Miss Interactiva   | Zulia - María Gabriela Criollo       |                                      |

### Premiaciones Especiales (Final)
| Premio                   | Candidata |
| Miss Fotogénica          | - – Gabriella Ferrari |
| Miss Amistad             | - – Gabriela Quiñones |
| Miss Elegancia           | - – Irene Esser |
| Mejores Vestidos de Gala | - – Catiuska Zapata (Diseñado por Douglas Tapia) - - Milagro Manrique (Diseñado por Douglas Tapia) - - Irene Esser (Diseñado por Gionni Straccia) |

## Candidatas
En total fueron 24 las candidatas que compitieron en el certamen:
(En la tabla se utiliza su nombre completo, los sobrenombres van entrecomillados y los apellidos utilizados como nombre artístico, entre paréntesis; fuera de ella se utilizan sus nombres «artísticos» o simplificados)
| Estado           | Candidata                          | Edad | Estatura (m) | Ciudad Natal  |
| ---------------- | ---------------------------------- | ---- | ------------ | ------------- |
| Amazonas         | Diana Carolina Wood Pérez          | 24   | 1,75         | Maturín       |
| Anzoátegui       | Catiuska Yenireé Zapata Inojoza    | 20   | 1,79         | El Tigre      |
| Apure            | Jeserly Katherine Gutiérrez Silva  | 25   | 1,77         | Caracas       |
| Aragua           | Yosddy Alexandra Hernández Badillo | 21   | 1,79         | Caracas       |
| Barinas          | Astrid Yolanda Lozada Silva        | 24   | 1,73         | Barinas       |
| Bolívar          | Fanny María José Ottati Madrid     | 22   | 1,77         | Upata         |
| Carabobo         | Isabela Ramos Cano                 | 21   | 1,82         | Valencia      |
| Cojedes          | Ángela Beatriz Ramírez Gutiérrez   | 21   | 1,76         | Mérida        |
| Delta Amacuro    | Ivany Nayexy Guzmán Herrera        | 22   | 1,79         | Caracas       |
| Distrito Capital | María Gabriella Ferrari Peirano    | 20   | 1,77         | Valencia      |
| Falcón           | Haydee Margarita Castillo González | 22   | 1,80         | Maracaibo     |
| Guárico          | Blanca Cristina Aljibes Gallardo   | 22   | 1,78         | Valencia      |
| Lara             | Carla Romaría Rodrigues de Flaviis | 19   | 1,78         | Barquisimeto  |
| Mérida           | Yasmeira Molina Gutiérrez          | 25   | 1,78         | Mérida        |
| Miranda          | María Isabel Zamora Bujanda        | 21   | 1,79         | Barquisimeto  |
| Monagas          | Rossana Alejandra Medina Barroeta  | 19   | 1,76         | Maracay       |
| Nueva Esparta    | María Gabriela Quiñones Arzolay    | 21   | 1,80         | Caracas       |
| Portuguesa       | Andrea Carolina Baptista Ruiz      | 21   | 1,75         | Mérida        |
| Sucre            | Irene Sofía Esser Quintero         | 20   | 1,79         | Rio Caribe    |
| Táchira          | Milagro José Manrique Barrios      | 17   | 1,78         | San Cristóbal |
| Trujillo         | María de los Ángeles Vera Molina   | 19   | 1,78         | Tovar         |
| Vargas           | Sara Sinaí Coello Verde            | 25   | 1,73         | La Guaira     |
| Yaracuy          | Osmariel Maholi Villalobos Atencio | 23   | 1,74         | Maracaibo     |
| Zulia            | María Gabriela Criollo Muntaner    | 22   | 1,78         | Maracaibo     |

## Representaciones internacionales
- Ángela Ramírez (Cojedes) ganó el Miss Latinoamérica 2013 en Panamá.
- Irene Esser (Sucre) fue segunda finalista en el Miss Universo 2012 celebrado en Las Vegas, Nevada, Estados Unidos.
- Blanca Aljibes (Guárico) fue semifinalista (Top 15) en el Miss Internacional 2012 en Okinawa, Japón.
- Gabriella Ferrari (Distrito Capital) fue segunda finalista en el Reinado Internacional del Café 2012 en Manizales, Colombia. Luego asistió al Miss Mundo 2012, celebrado en China, sin lograr clasificación.
- Osmariel Villalobos (Yaracuy) fue segunda finalista en el Miss Tierra 2012 en Manila, Filipinas resultado Miss Tierra Agua.
- Diana Wood (Amazonas) participó en el Miss Tourism Queen International 2005 en Hangzhou, China, siendo semifinalista (Top 12).
- Carla Rodrigues (Lara) ganó el Miss Portugal 2018 y representó a dicho país en el Miss Mundo 2018. Sin figuración alguna.
- Andrea Baptista (Portuguesa) fue semifinalista (Top 15) en el Miss Caraibes Hibiscus 2013.
- Ivany Guzmán (Delta Amacuro) participó sin éxito en el Miss Model of the World 2013.